# Raleigh Yeldell
Raleigh Yeldell (Edgefield, ...) è un giocatore di football americano statunitense che gioca come quarterback per gli United Newland Crusaders.